# Andrea Bellini
Andrea Bellini fue un bajo operístico italiano quien había tenido una carrera interpretativa activa en los principales teatros de ópera en Italia desde los años 1840 hasta los años 1870. Se especializó en el repertorio de papeles buffos y se le oyó sobre todo en papeles de comprimario.

## Carrera
En 1843-1853, 1856–1858 y 1866–1872, Bellini se comprometió con La Fenice en Venecia. En aquel teatro interpretó diversos estrenos mundiales, incluyendo Giuditta de Samuele Levi (1844, Mindo), Ernani de Giuseppe Verdi (1844, Yago), Giovanna Maillotte de Giovanni Galzerani (1848), La vivandiera de Galzerani (1848), Elisabetta di Valois de Antonio Buzzolla (1850, Conde de Lerme), Fernando Cortez de Francesco Malipiero (1851, Don Alfonso), Rigoletto de Verdi (1851, conde Ceprano), Hermosa de Giovanni Felis (1851), La prigioniera de Carlo Ercole Bosoni (1853, Íñigo), Aladino de Antonio Monticini (1853, Uberto), La traviata de Verdi (1853, Dottore Grenvil), Simon Boccanegra de Verdi (1857, Pietro) y Il matrimonio per concorso de Serafino Amedeo De Ferrari (1858, Anselmo). Cantó en el Teatro Regio de Parma en 1854-1855. También trabajó como un artista invitado en el Teatro San Carlos en Nápoles.